# ماركوس رول
ماركوس رول (Markus Rühl) (ولد في 22فبراير 1972 في دارمشتادت)
هو لاعب كمال أجسام محترف بالاتحاد الدولي لكمال الأجسام واللياقة البدنية IFBB.
بدأ رول مشواره الرياضي عام 1991 وشارك في أول بطولة عام 1995. يلقب رول بعدة ألقاب منها (The Freak) و(The German Beast). في مايو 2005 تزوج ماركوس من صديقته سيمونه إيرليش. يحتل ماركوس المرتبة السادسة في تصنيف الاتحاد العالمي لبناء الأجسام.

## احصائيات
- طول : 178 سم
- الوزن خارج موسم البطولات : 145- 154 كجم
- وزن المسابقة: 130،4 كجم
- حجم الذراع: 59 سم (مسابقة)
- حجم الساق: 86 سم (مسابقة)
- قياس الخصر: 96 سم
- قياس الكتف 38 سم

## البطولات
- 1988 - NPC Houston Bodybuilding Championships (Middleweight & Overall)
- 1989 - NPC Houston Bodybuilding Championships
- 1990 - NPC Western Cup
- 1993 - East Coast Championships (Middleweight & Overall)
- 2000 - Toronto Pro
- 2002 - Night of Champions

## أفلام تدريبية
- XXXL-Big Beyond Belief
- Made In Germany
- Big And Lovin' It